# W.F. Wertheim
Willem Frederik (Wim) Wertheim (Sint-Petersburg, 16 november 1907 – Wageningen, 3 november 1998) was een Nederlands jurist, niet-westers socioloog, en hoogleraar niet-westerse sociologie aan de Gemeente Universiteit van Amsterdam. Hij was gespecialiseerd in Zuidoost-Azië, en paste daarbij veelal marxistische verklaringen toe.  

## Leven en werk
Wertheim werd geboren in 1907 in Sint-Petersburg. Zijn ouders waren van Joodse afkomst, maar deden niets met het geloof en sloten zich aan bij de remonstrantse kerk om beter te assimileren. In 1917 vluchtten zij uit Rusland, en in 1933 uit Duitsland, vanwege het opkomende antisemitisme. Wertheim trouwde met Hetty Gijse Weenink (1903–1988). Na hun verhuizing naar Nederlands-Indië kregen zij drie kinderen: Marijke, Anne-Ruth en Hugo. Het gezin leefde in een welgesteld koloniaal milieu met Indonesische bedienden, waarin een hiërarchische verhouding tussen Europeanen en de lokale bevolking gebruikelijk was.
In 1936 begon Wertheim zijn academische loopbaan als hoogleraar aan de Rechtshogeschool van Batavia. In deze periode groeide zijn afkeer van de Nederlands-Indische 'apartheid' en zijn begrip voor het Indonesische nationalisme. Op 15 mei 1940 pleegden zijn ouders in Nederland zelfmoord, waarschijnlijk uit angst voor het dreigende lot van Joden onder het naziregime.
Na de Japanse bezetting van Nederlands-Indië in 1942 werd Wertheim geïnterneerd. Als hoogleraar verbleef hij in de zogenoemde prominentenbarak. Zijn vrouw en kinderen werden elders geïnterneerd. Toen de Japanners later Joodse gevangenen apart zetten, dreigden zijn half-Joodse kinderen te worden overgeplaatst naar een speciaal joods kamp. Hun moeder deed zich voor als Joods om bij hen te kunnen blijven. Na de oorlog bleek dat bijna de gehele Joodse familie Wertheim in Europa was omgebracht.
Terug in Nederland oefende Wertheim van 1946 tot 1972 het ambt van hoogleraar niet-westerse sociologie uit aan de  Gemeenteuniversiteit van Amsterdam. In die hoedanigheid bekritiseerde hij niet alleen het westerse en met name het Nederlandse kolonialisme, maar ook de anti-communistische dictatuur van Soeharto. De grimmige partijdictatuur van het Chinese communisme zag hij daarentegen vooral als een bevrijdingsbeweging, ook toen er in het westen meer bekend werd over de miljoenen slachtoffers van Mao's bewind, met name tijdens de Grote Sprong Voorwaarts (1958-1961) en de Chinese Culturele Revolutie (1966-1976). Bij Wertheims 'studiereizen' naar de Volksrepubliek was van vrij onderzoek nooit sprake, noch beheerste hij de taal, zodat hij aangewezen was op hetgeen communistische functionarissen aan hem kwijt wilden. Wertheim is daarom wel 'de primus inter pares onder de Nederlandse fellow-travellers' (eerste onder de politieke meelopers) genoemd. Pas in de laatste jaren van zijn leven erkende hij schoorvoetend de keerzijde van de Maoïstische politiek.
Als een van de weinige Westerse intellectuelen heeft Wertheim een algemene theorie over revoluties ontworpen. Deze heeft hij hoofdzakelijk uitgewerkt in zijn wetenschappelijk magnum opus, De lange mars der emancipatie (een bewerking van Evolutie en revolutie). Buiten het Nederlandse taalgebied heeft deze theorie echter vrijwel geen invloed gehad. Wertheim heeft daarnaast veelal bijdragen geleverd aan de sociologie van Indonesië (voormalig Nederlands-Indië).  
Wertheim is een inspiratiebron geweest voor anti-kapitalistisch georiënteerde sociologen van niet-westerse, vooral Zuidoost-Aziatische landen, zoals Jan Breman en Gerrit Huizer. Een jaarlijks gehouden Wertheim-lezing (Wertheim Lecture) houdt naam en inzet van deze controversiële persoonlijkheid levend. Het wachten is op een grote biografie.

## Selecte bibliografie

### Rechtswetenschap
- De verhouding tusschen rechtswetenschap en rechtspractijk. Inaugurele rede Rechtshogeschool, Batavia 1936

### Sociologie en politiek
- Nederlandse cultuurinvloeden in Indonesië, Amsterdam: Ploegsma, 1948
- Het rassenprobleem: de ondergang van een mythe. Den Haag: Albani, 1949
- Herrijzend Azië: opstellen over de oosterse samenleving. Arnhem: Van Lochum Slaterus, 1950
- A Study of Indonesian Society in Transition. Den Haag & Bandoeng: W. van Hoeve, 1959
- East-West Parallels; Sociological Approaches to Modern Asia. Den Haag: W. van Hoeve, 1964
- Evolutie en revolutie: de golfslag der emancipatie. Amsterdam: Van Gennep, 1972
- Elite en Massa. Een bijdrage tot ontmaskering van de elitewaan. Amsterdam: Van Gennep, 1975
- Tien jaar onrecht in Indonesië: militaire dictatuur en internationale steun. Amsterdam: Van Gennep, 1976
- De lange mars der emancipatie, Van Gennep, 1977
- Indonesië: van vorstenrijk tot neo-kolonie. Meppel: Boom, 1978
- Emancipation in Asia: positive and negative lessons from China. Rotterdam, 1983
- China om de zeven jaar. Berchem: EPO, 1993
- Comparative Essays on Asia and the West. Amsterdam: VU University Press, 1993

### Met Jan Romein
- Een wereld beweegt: de volken van Azië en Noord-Afrika op de weg naar onafhankelijkheid: hun geschiedenis van omstreeks 1900 tot de conferentie van Bandoeng. Samengesteld door J.M. Romein en W.F. Wertheim; met medew. van H.M. van Randwijk. Rotterdam: Brusse, 1958

### Autobiografie
- Vier wendingen in ons bestaan: Indië verloren, Indonesië geboren. De Geus, 1991

### Eega
- A.H. Wertheim-Gijse Weenink, Burgers in verzet tegen regentenheerschappij: onrust in Sticht en Oversticht 1703-1706. Amsterdam: Van Gennep, 1976
- A.H. Wertheim-Gijse Weenink, Twee woelige jaren in Zutphen: de plooierijen van februari 1703 tot februari 1705. Zutphen: Walburg Pers, 1977

### Over Wertheim
- Breman, Jan, "W.F. Wertheim, een tegendraadse kroniekschrijver van maatschappelijke omwenteling." Sociologie (2017).
- Rubinstein, Renate, Klein Chinees Woordenboek. Meulenhoff 1975.
- Tromp, Bart, 'Elite heet voortaan voorhoede: de regels van het publieke debat en de kennissociologie van W.F. Wertheim'. In Bart Tromp, De samenleving als oplichterij. Amsterdam: Synopsis / De Arbeiderspers 1978.

### Over Maoistisch China
- Dikötter, Frank, Mao's Great Famine. The History of China's Most Devastating Catastrophe, 1958-1962. Walker & Co., New York 2011.
- Leys, Simon, Chinese schimmen. Met een voorwoord van Rudy Kousbroek en nawoord van Erik Zürcher. Arbeiderspers, Amsterdam 1976.
- Leys, Simon, De nieuwe kleren van voorzitter Mau. Kroniek van de Culturele Revolutie. Het Wereldvenster, Baarn 1978. Voorwoord van Jaap Kloosterman.
- Lipsius, Daniël, 'Het intellect van honderden miljoenen is bemest en beploegd': Beïnvloeding, motieven en achtergronden van het Chinabeeld van de Nederlandse revolutiereizigers naar communistisch China in het naoorlogse Nederland. Masterscriptie FGW, Universiteit van Amsterdam, 2017.
- Snow, Edgar, Red star over China (div. edities)
- Wu, Harry, Bittere kou. Negentien jaar in de Chinese goelag. Rainbow pocket, 1994.